# Harohallidoddi, Channapatna
Harohallidoddi là một làng thuộc tehsil Channapatna, huyện Ramanagara, bang Karnataka, Ấn Độ.